# Nubar pascha

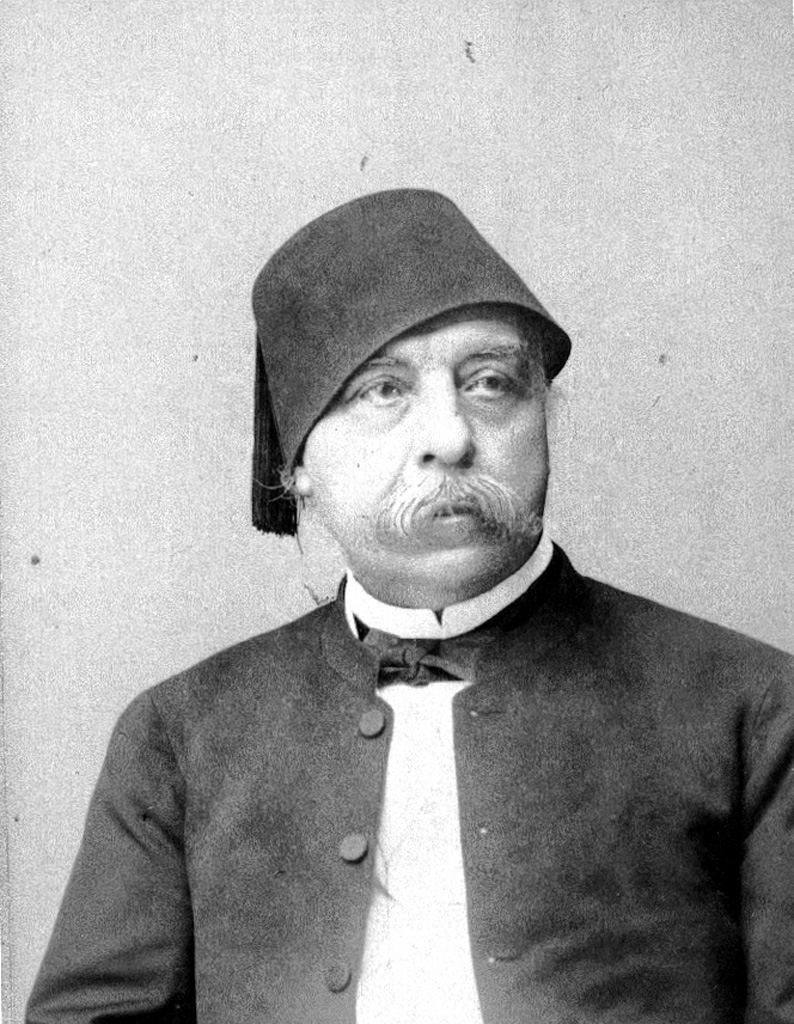
Nubar Pasha.

Nubar pascha, född 4 juli 1824 i Smyrna, Osmanska riket, död 14 januari 1899 i Paris, Frankrike, var en framträdande egyptisk politiker. 
Han var son till en  armenisk köpman och uppfostrad i Frankrike. Han kom till Egypten 1842 och knöts av vicekungen av Egypten Muhammed Ali till den egyptiska politiken. Han sökte införa västerländsk civilisation i landet och spelade en betydelsefull roll i förhandlingarna rörande Egyptens ställning till Osmanska riket och senare Suezkanalen. Han var utrikesminister 1866—1874 och 1875—1876 samt premiärminister 1878—1879, 1884—1888 och 1894—1895.